# Línea General Roca
La Línea General Roca (LGR) es una de las siete líneas suburbanas de los Ferrocarriles metropolitanos de Buenos Aires, operada por la empresa estatal Trenes Argentinos Operaciones desde el 2 de marzo de 2015.

## Material rodante
Su flota consta de 20 formaciones marca Toshiba importados en 1983 de Japón, y 42 formaciones marca CRRC importados en 2014 de China, ambos cubren los siguientes trayectos:
- Plaza Constitución - Ezeiza
- Plaza Constitución - Glew/Alejandro Korn
- Plaza Constitución - Berazategui/La Plata
- Plaza Constitución - Bosques (vía Quilmes)
- Plaza Constitución - Bosques (Vía Temperley)
- Locomotoras marca EMD y coches Materfer que son usadas para:

- 1 Locomotora con 2 coches y un furgón, cubre el trayecto Temperley/Haedo.
- 1 Locomotora con 3 coches que cubren el trayecto Ezeiza/Cañuelas/Lobos/Monte y Alejandro Korn/Chascomús.
- 1 Locomotora con 2 coches y un furgón, cubre el trayecto Bosques/Gutiérrez.

- 1 coche motor marca Nohab, cubre el servicio denominado Tren Universitario entre la estación La Plata y la parada Policlínico.

## Servicios
Esta línea perteneciente a la red nacional del Ferrocarril General Roca, presta servicios de pasajeros entre las estaciones Plaza Constitución, en el barrio porteño de Constitución, y las estaciones de Alejandro Korn/Chascomús, Cañuelas/Lobos/Monte, La Plata/Bosques/Juan María Gutiérrez y Haedo del sur y sudoeste del Gran Buenos Aires.
Compone un total de 75 estaciones, partiendo de la Ciudad de Buenos Aires y atravesando los partidos de Avellaneda, Brandsen, Quilmes, Berazategui, La Plata, Chascomús, Lanús, Lomas de Zamora, Almirante Brown, San Vicente, Florencio Varela, Esteban Echeverría, Ezeiza, Cañuelas, Lobos, San Miguel del Monte, Presidente Perón, La Matanza y Morón.
Sirve anualmente a 2011 a 91,4 millones de pasajeros, cabe destacar que en 2010 transportó a 130,8 millones.
En la estación Plaza Constitución existe una conexión con la línea C de subterráneos, mientras que en la parada Agustín de Elía se puede hacer transbordo con las estaciones Kilómetro 12 e Ingeniero Castello de la Línea Belgrano Sur, y en la estaciones Haedo y Empalme Lobos se puede hacer combinación con sus homónimas de la Línea Sarmiento.

### Constitución - La Plata
Es un servicio que se terminó de electrificar entre las estaciones Plaza Constitución y La Plata en 2017. El tiempo es de 70 minutos. Sus estaciones cuentan con pantallas informativas en tiempo real donde se comunica el tiempo de arribo de las próximas formaciones.
El ramal fue en su origen parte del Ferrocarril Buenos Aires a Ensenada

#### Tren Universitario
Ver artículo principal Tren Universitario de La Plata

### Circuito Constitución - Temperley - Bosques - Berazategui - Quilmes - Constitución
Cumple un servicio urbano eléctrico circular usando parte de los ramales a La Plata (Vía Quilmes), Ezeiza-Glew (Vía Temperley), Haedo-Temperley-Villa Elisa y Bosques-Berazategui. El tren no para en las estaciones Hipólito Yrigoyen, Gerli y Remedios de Escalada. El 4 de octubre de 2017 se terminó de electrificar completamente el tramo entre Constitución y Bosques, pasando a ser el tiempo de viaje entre estas estaciones de 70 minutos a solamente 50 minutos. El 12 de octubre de 2018 se reactivó el tramo Berazategui-Bosques, parando en Villa España, Ranelagh, y Sourigues. En todas las estaciones los andenes fueron reconstruidos y elevados.
Los servicios pueden ser tanto horarios (Constitución-Bosques vía Quilmes) como antihorarios (vía Temperley).

#### Bosques/Gutiérrez
Cumple un servicio traccionado a diésel entre la estación Bosques y la estación Gutiérrez. El servicio consta de un solo tren, normalmente con tres coches. Cuenta con un total de tres estaciones (incluyendo las cabeceras y la estación intermedia Santa Sofía). Está proyectada la extensión a Villa Elisa, con la rehabilitación de la parada Vucetich, aunque no hay fechas estimadas para el regreso del servicio.

### Temperley - Haedo
Presta un servicio diésel entre las estaciones de Temperley y Haedo. Cuenta con 7 servicios diarios entre cabeceras, entre ambos sentidos cada día hábil. Demora 80 minutos en recorrer una distancia de 26 km.
Anteriormente, este ramal conjunto con el Villa Elisa (Temperley - Villa Elisa) fue trazado y usado por el Ferrocarril Oeste logrando que formaciones de Haedo lleguen hasta La Plata pasando por estas estaciones. Su nacionalización hizo que pasara a la línea Gral Roca y en 1990 se desactivan varios puentes que lograban esa comunicación con Haedo y la Plata.

### Constitución - Ezeiza
Cumple un servicio urbano eléctrico prestado con formaciones Toshiba fabricadas en 1983 y puestas en servicio en 1985 y CRRC fabricadas entre 2013 y 2017 entre la Capital Federal y el partido de Ezeiza, cuenta con 15 estaciones.
El ramal fue uno de los troncales originales del Ferrocarril del Sud hacia la Patagonia.

#### Ezeiza - Cañuelas
Es un servicio diésel entre las estaciones Ezeiza y Cañuelas. Cuenta con 29 servicios diarios en ambos sentidos entre cabeceras. El tiempo de viaje es de 46 minutos. Recorre 32 km.

#### Cañuelas - Lobos
Es un servicio diésel reincorporado en noviembre de 2015 entre las estaciones Cañuelas y Lobos, teniendo paradas intermedias en Uribelarrea y Empalme Lobos. Cuenta con 4 servicios diarios en cada sentido y recorre 35 kilómetros aproximadamente.

#### Cañuelas - Monte
Se trata de servicio diésel reincorporado en noviembre de 2015 entre las estaciones Cañuelas y Monte, teniendo paradas intermedias en La Noria y Abbott. Recorre 40km y cuenta con 4 servicios diarios en cada sentido.

### Plaza Constitución - Glew/Alejandro Korn
Cumple un servicio urbano eléctrico entre la Capital Federal y el partido de San Vicente con las mismas formaciones Toshiba y CRRC, cuenta con 15 estaciones.

#### Alejandro Korn - Chascomús
Cumple un servicio suburbano traccionado a diésel entre Alejandro Korn y Chascomús, cuenta con 7 estaciones.

## Operador
- Ferrocarriles Argentinos (1948-1991)
- FEMESA (1991-1994)
- Metropolitano (1995-2007)
- UGOFE (2007-2013)
- Argentren (2013-2015)
- Sociedad Operadora Ferroviaria Sociedad del Estado (2015-actualidad)